# Eurymela rubrolimbata
Eurymela rubrolimbata är en insektsart som beskrevs av George Willis Kirkaldy 1906. Eurymela rubrolimbata ingår i släktet Eurymela och familjen dvärgstritar. Inga underarter finns listade i Catalogue of Life.